# Lutz Fritsche
Lutz Fritsche (* 31. Januar 1944 in Nebra; † 11. Juli 2016 in Ilmenau) war ein deutscher Diplomwirtschaftsingenieur.

## Leben
Fritsche, zuletzt wohnhaft in Ilmenau, gründete 1988 in Ilmenau illegal eine Selbsthilfegruppe der Anonymen Alkoholiker. 1990 gründete und organisierte er die Regionalgruppe Thüringen der Anonymen Alkoholiker. Ab 1990 war er Gründungsmitglied der Mittelstandsvereinigung der CDU in Thüringen und von 1990 bis 1998 Mitglied des Landesvorstandes sowie von 1992 bis 1998 stellvertretender Landesvorsitzender. Von 1990 bis 1996 Immobilienmakler und Geschäftsführer einer Bauträgerfirma, baute er in Ilmenau 1992/1993 die ersten Eigentumswohnungen nach der Wende. Lutz Fritsche gründete 1996 die Kontext Ilmenau gGmbH zur Betreuung von chronisch mehrfach geschädigten Abhängigkeitskranken mit sozialtherapeutischen Wohnheimen in Ilmenau (58 Plätze), Lauscha, Ortsteil Ernstthal (39 Plätze) und Sangerhausen in Sachsen-Anhalt (40 Plätze) und beschäftigte 63 Mitarbeiter. 2007 erhielt er das Bundesverdienstkreuz am Bande und 2012 den Ehrenpreis der Thüringer Landesstelle für Suchtfragen.

## Publikation
- Die Orden und Ehrenzeichen des Großherzogtums Sachsen-Weimar-Eisenach 1815–1918. Phaleristischer Verlag, Konstanz 2012, ISBN 978-3-937064-21-5